# Museo dei Brettii e degli Enotri
Il Museo dei Brettii e degli Enotri, inaugurato nel quattrocentesco complesso monumentale di Sant'Agostino il 17 ottobre 2009, è il polo culturale di Cosenza che ospita oltre ad un'esposizione archeologica permanente anche mostre temporanee, concerti e incontri istituzionali.

## Storia
La nascita del Museo è legata alla formazione del nucleo originario della sua collezione, proveniente dagli scavi effettuati nel 1888 con lo scopo di ricercare l'antica colonia di Sybaris.
In quell'occasione fu ritrovata la necropoli enotria di Torre del Mordillo (Spezzano Albanese), l'area sacra greca di Cozzo Michelicchio e la necropoli thurina di contrada Caccia di Favella (Corigliano Calabro). Da allora la collezione del Museo andò crescendo costantemente nel tempo, sia per l'acquisto di materiale sporadico sia per l'avvento di nuove scoperte.
Nel 1911 fu acquistato il primo nucleo del monetiere; nel 1916 furono inserite nella collezione le lucerne di età romana, provenienti da Cerchiara, mentre il 1932 è l'anno dei reperti rinvenuti nella località Muoio di Cosenza, in occasione della costruzione dell'Ospedale Civile dell'annunziata, dove fu scoperta una necropoli brettia.
Nel 1970 il Museo fu allestito negli ambienti del Palazzo della Biblioteca Civica di Cosenza, dove rimase fino al 2003, anno in cui fu chiuso per destinarlo al Complesso monumentale di S. Agostino. Qui la collezione, che intanto ha acquisito altri reperti provenienti dagli scavi recenti nel centro storico di Cosenza, è stata sistemata con un nuovo e moderno allestimento inaugurato nel 2009.

## Collezioni

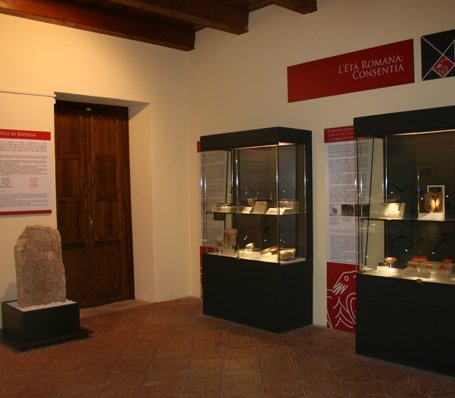
Interno del Museo dei Bretti e degli Enotri

Vanta una vasta collezione archeologica proveniente dalla città e da località diverse della sua provincia, abbracciando un ampio arco cronologico: dai resti ossei del Paleolitico superiore delle grotte di Cirella, sino all'oinophoros di età romano imperiale (III secolo d.C.) proveniente da Cosenza.
Il nucleo più rappresentativo contiene un'importante collezione numismatica, reperti provenienti dagli scavi cittadini (c. da Villanello, c. da Moio), i corredi della necropoli enotra di Torre Mordillo che sono costituiti da contenitori in ceramica di varie forme e grandezze (scodelle, tazze, olle, askoi, vasi), da numerosi oggetti bronzei (fibule, rasoi, dischi, monili, asce, punte di lancia, coltelli), ma, fra tanti oggetti, meritano una menzione particolare, sia per la fattura che per il loro significato, una fibula in bronzo ad arco di violino, una spada con fodero in bronzo, un cinturone con decorazione a meandro rettangolare.
Di notevole interesse gli oggetti bronzei di età protostorica provenienti da Crotone.
Tra i reperti arcaici del periodo coloniale spiccano gli oggetti provenienti dal sito di Cozzo Michelicchio (Corigliano Calabro) che testimoniano un luogo di culto forse dedicato ad una divinità femminile.
All'età ellenistica e romana risalgono molti reperti provenienti da diverse località della provincia di Cosenza (Montalto Uffugo, Luzzi, Carolei, Cerchiara di Calabria, ecc.), ma quelli particolarmente significativi sono quelli rinvenuti nella città stessa, l'antica metropoli della Confederazione dei Brettii fondata nel 356 a.C. prima, colonia romana poi.
Nel mese di ottobre 2011 il museo cosentino, dopo un secolo, si è riappropriato di un importantissimo reperto archeologico, si tratta di una stele sepolcrale di epoca romana con iscrizione greca (età tardo imperiale, fine II-inizi III secolo d.C.) alta cm 75, larga cm 68 e spessa cm 15,5, mutila superiormente e inferiormente, ma comunque in buono stato di conservazione e sul cui listello superiore è incisa, in caratteri greci ben curati e regolari l'iscrizione “Ia, figlia di Demetrios, salve”, indicante il nome della defunta. La parte frontale mostra a sinistra la defunta seduta, ammantata e con il capo velato; a destra invece una figura maschile con tunica e braccio destro ripiegato, in proporzioni meno evidenti invece sono rappresentati un servo ed un'ancella posta accanto alla defunta mentre assistono al commiato.
Il Museo si arricchisce di una collezione documentale relativa alla storia del Risorgimento della città che si connette con lo stesso complesso di Sant’Agostino, all’epoca carcere borbonico, che fu probabilmente l’ultima prigione dei fratelli Attilio ed Emilio Bandiera, poi fucilati nel vicino Vallone di Rovito.

## Percorso

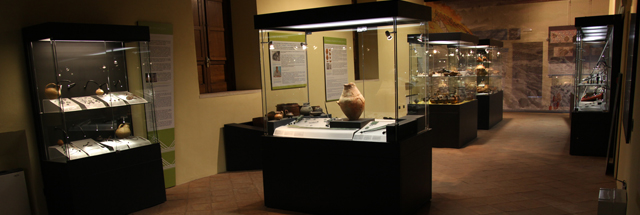
Interno del Museo dei Bretti e degli Enotri

Il percorso del museo è strutturato secondo un criterio cronologico:
le prime quattro sale espongono i reperti risalenti ai primi abitatori dell'età della pietra (100.000 anni fa), al popolo degli Enotri, che a partire dalla media età del bronzo e durante l'età del ferro (1.700 – 720 a.C.) intrattenne scambi commerciali con i Micenei prima e i Greci poi, fino al successivo periodo della colonizzazione greca. La necropoli di Torre del Mordillo rappresenta il fulcro e la parte più importante di questa sezione espositiva.
La quinta sala espone i reperti che fanno riferimento alla colonia di Sibari distrutta nel 510 a.C. dall'altra colonia di Crotone ed in modo particolare al santuario extraurbano di Cozzo Michelicchio.  Sono esposti i frammenti dei fregi dipinti già attribuiti alla località di S. Mauro, insieme alle note statuette fittili.
Le sale dalla sesta all'ottava espongono principalmente gli importante rinvenimenti del popolo dei Bruzi che si oppose prima ai Lucani e poi ai Greci e quindi della Cosenza brettia che ne fu la capitale dal 356 a.C. alla quale si collegano le vicende della città di Thurii, – rifondata nel 444 a.C. da Atene, e altri Greci sulle rovine di Sibari  e dei popoli indigeni.
Le ultime due sale (9 e 10) del museo fanno riferimento al periodo romano di Cosenza.  I Romani soggiogarono i Brettii dopo la seconda guerra punica (202 a.C.) e Cosenza mantenne un'importanza centrale nella regione, come illustrato dagli scavi urbani. Due epigrafi in latino e la collezione numismatica, con reperti dall'età magno greca a quella medievale, completano l'esposizione.